# 亲亲食品
福建亲亲食品股份有限公司（港交所：1583）简称“亲亲食品”为恒安国际下的公司。

## 历史
公司始创于1985年，前身为安海梧棣面粉厂，1991年改建为晋江南方食品工业有限公司，生产经营亲亲虾条休闲食品，1998年改名为亲亲股份有限公司。2008年恒安公司以2.29亿元人民币收购其51%股份。目前员工2800多名。從事生產及銷售：「亲亲」、「香格里」、「艾莉格」、「维乐多」。创始人为吴火炉。该公司坐落于福建省晋江市五里工业区。2016年7月8日于香港联交所上市，其中果冻产品中国市场占额为第三，膨化食品为第二。

## 連結
- 福建亲亲 （页面存档备份，存于）